# Lesní jahody (film)
Díky road movie Lesní jahody (švédsky Smultronstället) a téměř současně natočené Sedmé pečeti pronikl režisér Ingmar Bergman poprvé do povědomí světové veřejnosti. Tento film rovněž poprvé proslavil některé "bergmanovské herce" (Bibi Anderssonová, Ingrid Thulinová, Gunnar Björnstrand). Hlavní roli mrzutého a tvrdohlavého profesora Isaka Borga, který vzpomíná na svůj život, ztvárnil Victor Sjöström. Ve filmu se v malé roli objevuje také Max von Sydow. Bergman napsal scénář velmi rychle na základě náhlé inspirace jedním svým snem, který ve filmu tvoří úvodní surrealistický obraz vrcholící střetnutím s vlastní mrtvolou. Film Lesní jahody zkoumá základní filozofické otázky, jako sebepoznání a smysl života, a je často považováno za jeden z největších a nejpůsobivějších Bergmanových filmů.

## Vliv na žánr road movie
Film sklidil úspěch kritiky mimo jiné z důvodů inovativního pojetí role cestování, které zapadalo do trendu padesátých a šedesátých let spočívajícího v překonávání dominantního "statického" pojetí kinematografie první poloviny dvacátého století. Lesní jahody jsou jednou z prvních vlaštovek dnes populárního žánru road movie (například Šílený Max, Rain man ale i česká Jízda).
Lesní jahody jsou ucelenou sérií epizod, které samy o sobě jsou místy nostalgické, poetické ale i kýčovité a banální a které jsou mistrně sjednoceny právě díky využití principů road movie. V kinematografii cestování často nese duchovní podtext (Stalker, Nazarin, Andělské vejce), graduje atmosféru (Coppolova A nyní apokalypsa, Mrtvý muž, Záhada Blair witch) nebo například buduje schémata typická pro mýty (Pán prstenů, Barbar Conan). Bergman se důmyslně těchto prostředků vzdává.

## Úspěch u diváků
Děj velmi svižně a plynule ubíhá, obsahuje úsměvné prvky, není kladen důraz výhradně na psychologii a i v dalších ohledech se liší od znaků, které činí tvorbu "pozdního" Bergmana velmi náročnou a těžko přístupnou. Film získal například ceny Zlatý globus, Zlatého medvěda, FIPRESCI Prize a další, dále byl nominován na Oskara a BAFTA Film Award a získal si značnou oblibu diváků.

## Zápletka
Starý prof. MUDr. Borg je všeobecně vážený za své vědecké a lékařské zásluhy. Borg prožívá typické psychické problémy stáří a trpí nočními děsy (setkání se sebou jako nebožtíkem vypadnuvším z rakve, strach ze selhání a následné propadnutí u jednoduché odborné zkoušky), uzavírá se do sebe, což vede k rozjitření vzpomínek. Film zobrazuje dlouhou jízdu automobilem na obřad při němž má být Borgovi udělena jistá pocta. Cestou se setkává s různými - převážně mladými - lidmi projevujícími mu úctu, avšak ve skutečnosti se s nimi jen míjí, čímž vzniká zajímavý kontrast. (Jedna ze vzpomínek inspirovala samotný název.) Borg se oddává dlouhým velmi živým vzpomínkám na své dětství a jinošství. Po určitých peripetiích doráží na obřad.
Borg není vykreslen bezvýhradně pozitivně; jeho jednání (naznačeny sklony k pedantství) totiž negativně ovlivňují zmíněné osobní problémy.